# Edward Bede Clancy
Edward Bede Clancy (ur. 13 grudnia 1923 w Lithgow, zm. 3 sierpnia 2014 w Randwick) – australijski duchowny katolicki, arcybiskup Canberry i Sydney, kardynał.

## Życiorys
Studiował w Kolegium Św. Kolumbana w Springwood oraz Kolegium Św. Patryka w Manly; kontynuował studia na uczelniach rzymskich, na Papieskim Uniwersytecie Urbaniana obronił doktorat z teologii (1955), a w Papieskim Instytucie Biblijnym uzyskał licencjat z egzegezy Pisma Świętego (1963). Przyjął święcenia kapłańskie 23 lipca 1949. Był duszpasterzem w archidiecezji Sydney, wykładowcą kolegiów w Springwood i Manly, kapelanem Uniwersytetu w Sydney.
25 października 1973 został mianowany biskupem pomocniczym Sydney, ze stolicą tytularną Ard Carna; odebrał święcenia biskupie 19 stycznia 1974 z rąk kardynała Jamesa Freemana, arcybiskupa Sydney. W listopadzie 1978 przeszedł na stolicę arcybiskupią Canberra i Goulburn, a w lutym 1983 zastąpił kardynała Freemana na czele archidiecezji Sydney. Pełnił również funkcję przewodniczącego Konferencji Episkopatu Australii. Brał udział w sesjach Światowego Synodu Biskupów w Watykanie, wchodził w skład sekretariatu generalnego Synodu.
28 czerwca 1988 Jan Paweł II wyniósł go do godności kardynalskiej, nadając tytuł prezbitera S. Maria in Vallicella. Clancy uczestniczył w pracach Rady Kardynalskiej ds. badania Ekonomicznych i Organizacyjnych Problemów Stolicy Świętej (od 1988), a w styczniu 2000 reprezentował Jana Pawła II na Kongresie Maryjnym w Manili w charakterze specjalnego wysłannika.
W marcu 2001 został zwolniony z obowiązków arcybiskupa Sydney ze względu na osiągnięcie wieku emerytalnego; zastąpił go George Pell. Po ukończeniu 80 lat (grudzień 2003) kardynał Clancy utracił również prawo udziału w konklawe.